# Hermann von Hompesch-Rurich
Hermann Philipp Reichsgraf von Hompesch(-Rurig) (* 10. Januar 1797 auf Schloss Rurich; † 3. August 1857 ebenda) war ein deutscher Rittergutsbesitzer und Politiker aus dem Adelsgeschlecht Hompesch.

## Leben
Von Hompesch-Rurich war der Sohn des kurpfälzisch-jülichen Kämmeres und Amtmanns Johann Ludwig von Hompesch (* 29. September 1759 in Amsterdam; † 16. Mai 1833 auf Schloss Rurich) und dessen Ehefrau Theresia Angelika geborene Gräfin von Aerschot-Schoonhoven (* 17. Januar 1779; † 2. September 1839). Er heiratete am 24. November 1825 Gräfin Octavia Philippine von Arschot-Schoonhoven (* 10. Oktober 1804 in Voordt; † 22. November 1867 in Nancy als Nonne im Kloster zum heiligen Herzen Mariä). Aus der Ehe gingen die Söhne Alfred (1826–1909) und Emil (1829–1898) hervor.
Von Hompesch-Rurich wurde 1825 königlich preußischer Kammerherr. Er lebte als Rittergutsbesitzer auf Schloss Rurich. Von 1837 bis 1845 war er für den Stand der Ritterschaft in den Regierungsbezirken Aachen/Düsseldorf Mitglied im Provinziallandtag der Rheinprovinz. 1842 war er Mitglied der Vereinigten Ausschüsse und 1847 des Ersten und 1848 des Zweiten Vereinigten Landtags. 1849 wurde er Abgeordneter im Preußischen Abgeordnetenhaus und von 1849 bis 1852 der Ersten Kammer des preußischen Landtags. Er war Mitglied des Administrationsrates der rheinischen Eisenbahn und Mitglied des Kunstvereins für die Rheinlande und Westfalen.